# Zavrh, Šmohor - Preseško jezero
Zavrh (nemško Siebenbrünn) je naselje občine Šmohor - Preseško jezero v okraju Šmohor na Koroškem v Avstriji.